# Aleksandar Tonev
Aleksandar Antonov Tonev (în bulgară Александър Антонов Тонев; n. 3 februarie 1990) este un fotbalist profesionist bulgar care joacă pe postul de mijlocaș pentru Botev Plovdiv și echipa națională a Bulgariei.
Și-a început cariera la ȚSKA Sofia, fiind împrumutat timp de un sezon la Sliven 2000, înainte de a se alătura în 2011 clubului polonez Lech Poznań din Ekstraklasa. În cel de-al doilea sezon, el și-a ajutat echipa să termine pe locul al doilea în campionat și semnat cu Aston Villa. În 2014, Villa l-a împrumutat la Celtic și apoi l-a vândut lui Frosinone în anul următor. A petrecut un an acolo înainte de a se transfera la Crotone în Serie A.
A jucat pentru Bulgaria între anii 2011 și 2017, marcând cinci goluri în 28 de partide.

## Cariera pe echipe

### Lech Poznań

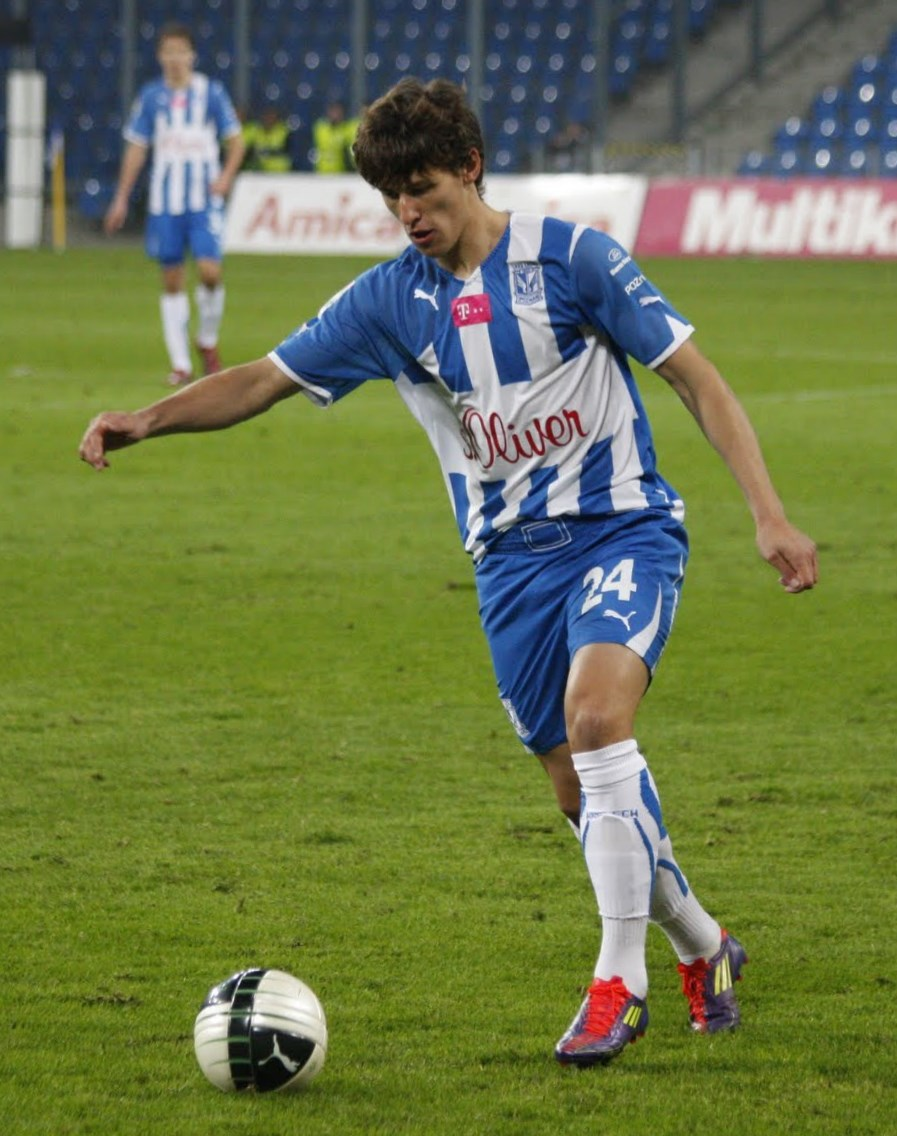
Tonev jucând pentru Lech Poznań în octombrie 2011

La 16 iunie 2011, Tonev a semnat cu clubul polonez din Ekstraklasa Lech Poznań. El a debutat pe 29 iulie 2011, în minutul 75, înlocuindu-l pe Jakub Wilk într-un meci împotriva lui ŁKS Łódź. Lech Poznań a câștigat meciul cu 5-0.

### Aston Villa
La 7 iunie 2013, Tonev a semnat un contract cu Aston Villa. El a fost recomandat de fostul coechipier de la națională Stilian Petrov, pe atunci antrenor în cadrul clubului. El a debutat la 13 august, intrând în locul lui Karim El Ahmadi pentru ultimele opt minute ale înfrângerii cu 2–1 în deplasare cu Chelsea.

### Celtic
La 11 august 2014, Tonev a ajuns la campioana Scoției, Celtic la care a fost împrumutat timp de un an cu o opțiune de cumpărare. El a debutat pentru Celtic pe 13 septembrie, în meciul câștigat acasă cu 2–1 victorie cu Aberdeen. Fundașul lui Aberdeen, Shay Logan, l-a acuzat pe Tonev că i-a adresat insulte rasiste în timpul acestui meci; Tonev a neagat afirmațiile. La 30 octombrie 2014, Tonev a primit o suspendare de șapte meciuri pentru „utilizarea unui limbaj abuziv de natură rasistă”. Celtic a confirmat că va contesta decizia, deoarece îl consideră nevinovat. Tonev a pierdut la apel, iar Celtic a decis să nu mai discute problema.

### Frosinone
La 27 august 2015, Tonev s-a alăturat echipei de Serie A, Frosinone. El a jucat primul meci trei zile mai târziu, intrând în locul lui Luca Paganini într-o înfrângere cu 2-0 împotriva lui Atalanta la Stadio Atleti Azzurri d'Italia.

### Crotone
La 16 iulie 2016, Tonev s-a alăturat echipei de Serie A Crotone. El a înscris primul gol pentru club într-o victorie din deplasare, scor 0-1 cu Pescara pe 7 mai 2017.

## La națională
La 4 septembrie 2009, Tonev a marcat primul său gol pentru Bulgaria U21 în victoria cu 3-0 împotriva Kazahstanului U21 într-un meci de calificare la Campionatul European de Fotbal sub 21 de ani. La 9 septembrie 2009, a fost eliminat pentru un atac întârziat asupra lui Guillermo Molins în minutul 90 al înfrângerii de 1-2 în Suedia U21. La 9 februarie 2011, Tonev a marcat un gol într-un meci amical împotriva Camerunului.
Tonev și-a făcut debutul pentru echipa națională a Bulgariei într-un meci pierdut cu 0-1 împotriva Țării Galilor la 11 octombrie 2011. La 22 martie 2013, a marcat primele sale goluri la națională, înscriind chiar un hat-trick (primul din cariera sa) în timpul unei victorii cu 6-0 de pe teren propriu peste Malta într-un meci de calificare la Campionatul Mondial din 2014.
Trei ani și o săptămână mai târziu, a marcat primul său gol la națională după ce a dat hat-trickul, în victoria cu 2-0 în fața Macedoniei la Skopje.